# Síakrobatika a 2006. évi téli olimpiai játékokon
A 2006. évi téli olimpiai játékokon a síakrobatika versenyeit Sauze d’Oulx-ban rendezték meg február 11. és 23. között.
A férfiaknak és a nőknek egyaránt 2-2 versenyszámban osztottak érmeket.

## Részt vevő nemzetek
A versenyeken 22 nemzet 119 sportolója vett részt.
- Argentína (ARG) (1)
- Ausztrália (AUS) (9)
- Ausztria (AUT) (1)
- Csehország (CZE) (3)
- Egyesült Államok (USA) (14)
- Fehéroroszország (BLR) (6)
- Finnország (FIN) (4)
- Franciaország (FRA) (5)
- Japán (JPN) (9)
- Kanada (CAN) (14)
- Kazahsztán (KAZ) (3)
- Kína (CHN) (8)
- Dél-Korea (KOR) (1)
- Németország (GER) (2)
- Norvégia (NOR) (2)
- Olaszország (ITA) (6)
- Oroszország (RUS) (13)
- Svájc (SUI) (4)
- Spanyolország (ESP) (1)
- Svédország (SWE) (4)
- Szlovénia (SLO) (2)
- Ukrajna (UKR) (7)

## Éremtáblázat
(Az egyes számoszlopok legmagasabb értéke, vagy értékei vastagítással kiemelve.)
| A 2006. évi téli olimpiai játékok éremtáblázata síakrobatikában | A 2006. évi téli olimpiai játékok éremtáblázata síakrobatikában | A 2006. évi téli olimpiai játékok éremtáblázata síakrobatikában | A 2006. évi téli olimpiai játékok éremtáblázata síakrobatikában | A 2006. évi téli olimpiai játékok éremtáblázata síakrobatikában | Olimpia  |
| --------------------------------------------------------------- | --------------------------------------------------------------- | --------------------------------------------------------------- | --------------------------------------------------------------- | --------------------------------------------------------------- | -------- |
|                                                                 | Ország                                                          | Arany                                                           | Ezüst                                                           | Bronz                                                           | Összesen |
| 1.                                                              | Kína (CHN)                                                      | 1                                                               | 1                                                               | 0                                                               | 2        |
| 2.                                                              | Ausztrália (AUS)                                                | 1                                                               | 0                                                               | 1                                                               | 2        |
| 3.                                                              | Kanada (CAN)                                                    | 1                                                               | 0                                                               | 0                                                               | 1        |
| 3.                                                              | Svájc (SUI)                                                     | 1                                                               | 0                                                               | 0                                                               | 1        |
|                                                                 |                                                                 |                                                                 |                                                                 |                                                                 |          |
| 5.                                                              | Fehéroroszország (BLR)                                          | 0                                                               | 1                                                               | 0                                                               | 1        |
| 5.                                                              | Finnország (FIN)                                                | 0                                                               | 1                                                               | 0                                                               | 1        |
| 5.                                                              | Norvégia (NOR)                                                  | 0                                                               | 1                                                               | 0                                                               | 1        |
|                                                                 |                                                                 |                                                                 |                                                                 |                                                                 |          |
| 8.                                                              | Egyesült Államok (USA)                                          | 0                                                               | 0                                                               | 1                                                               | 1        |
| 8.                                                              | Franciaország (FRA)                                             | 0                                                               | 0                                                               | 1                                                               | 1        |
| 8.                                                              | Oroszország (RUS)                                               | 0                                                               | 0                                                               | 1                                                               | 1        |
|                                                                 |                                                                 |                                                                 |                                                                 |                                                                 |          |
| Összesen                                                        | Összesen                                                        | 4                                                               | 4                                                               | 4                                                               | 12       |

## Érmesek

### Férfi
| A 2006. évi téli olimpiai játékok érmesei férfi síakrobatikában |                                             |        |                                               |        |                                        |        |
| Versenyszám                                                     | Arany                                       | Arany  | Ezüst                                         | Ezüst  | Bronz                                  | Bronz  |
| Mogul                                                           | Dale Begg-Smith · Ausztrália (AUS)          | 26,77  | Mikko Ronkainen · Finnország (FIN)            | 26,62  | Toby Dawson · Egyesült Államok (USA)   | 26,30  |
| Ugrás                                                           | Han Hsziao-peng (Han Xiaopeng) · Kína (CHN) | 250,77 | Dzmitrij Dascsinszki · Fehéroroszország (BLR) | 248,68 | Vlagyimir Lebegyev · Oroszország (RUS) | 246,76 |

### Női
| A 2006. évi téli olimpiai játékok érmesei női síakrobatikában |                              |        |                                 |        |                                     |        |
| Versenyszám                                                   | Arany                        | Arany  | Ezüst                           | Ezüst  | Bronz                               | Bronz  |
| Mogul                                                         | Jennifer Heil · Kanada (CAN) | 26,50  | Kari Traa · Norvégia (NOR)      | 25,65  | Sandra Laoura · Franciaország (FRA) | 25,37  |
| Ugrás                                                         | Evelyne Leu · Svájc (SUI)    | 202,55 | Li Ni-na (Li Nina) · Kína (CHN) | 197,39 | Alisa Camplin · Ausztrália (AUS)    | 191,39 |